# Carlos Muñoz Horz
Carlos Muñoz Horz (Maullín, 25 de abril de 1912 - Villa Alemana, 26 de diciembre de 1965) fue un abogado y político chileno del Partido Radical. Diputado por la Sexta Agrupación Departamental "Valparaíso y Quillota", Quinta Región, en cuatro periodos consecutivos entre 1953 y 1965. 

## Biografía
Nació en Maullín el 25 de abril de 1912. Hijo de Antonio Muñoz y María Horz. Realizó sus estudios primarios y secundarios en Ancud y Puerto Montt y los concluyó en el Liceo Eduardo de la Barra en Valparaíso. Finalizada su etapa escolar, ingresó a la Universidad de Chile de esa misma ciudad donde se tituló de abogado en 1938 tras ser aprobado con distinción por su memoria: "El orden público en relación con el Derecho Internacional Privado".
Inició sus actividades políticas cuando se integró al Partido Radical, donde fue primer vicepresidente de la Asamblea Radical de Valparaíso y Convencional del Partido. Asimismo, director del Club Radical.
El 11 de octubre de 1955, tras triunfar en la elección complementaria realizada el 28 de agosto, entró a reemplazar al diputado Alfredo Nazar Feres, quien había fallecido en el ejercicio de su cargo. Integró la Comisión Permanente de Defensa Nacional.
En 1957 fue reelecto diputado por la Sexta Agrupación Departamental de "Valparaíso y Quillota", período 1957-1961. Integró la Comisión Permanente de Agricultura y Colonización.
En 1961 fue reelegido diputado por la Sexta Agrupación Departamental, período 1961-1965. Integró la Comisión Permanente de Defensa Nacional; fue diputado reemplazante en la Comisión Permanente de Trabajo y Legislación Social; y en la de Economía y Comercio.
En 1965 fue reelecto diputado por la Sexta Agrupación Departamental, período 1965-1969. Integró la Comisión Permanente de Defensa Nacional. Falleció antes de terminar su período como diputado, el 26 de diciembre de 1965, víctima de un cáncer. El 26 de abril de 1966 se incorporó en su reemplazo Juan Montedónico Nápoli al triunfar en la elección complementaria realizada el 6 de marzo de 1966, quien también falleció en el ejercicio de su cargo el 13 de agosto de 1968.